# Tito Galla
Tito Galla (Vicenza, 3 aprile 1881 – Vicenza, 1940) è stato un avvocato, politico e antifascista italiano.

## Biografia
Cattolico di orientamento conservatore, è stato sindaco di Vicenza e presidente della locale deputazione provinciale. In prima fila nella lotta contro le squadre fasciste, nella quale è anche rimasto ferito, e nella battaglia parlamentare seguita all'assassinio di Giacomo Matteotti. Secessionista dell'Aventino viene dichiarato decaduto dal mandato parlamentare il 9 novembre 1926.